# Diane Allen
Pour les articles homonymes, voir Allen.
Diane B. Allen (née le 8 mars 1948 à Newark dans le New Jersey) est une femme politique du Parti républicain américain, qui a siégé au Sénat de l'État du New Jersey de 1998 à 2018, représentant le 7e district législatif. Elle a été cheffe adjointe de la Conférence républicaine de 2002 à 2003 et la whip de la majorité de 1998 à 2001. Elle était la cheffe adjointe de la minorité au Sénat du New Jersey. Elle a été membre de la chambre basse de la législature du New Jersey, de l'Assemblée générale du New Jersey, de 1996 à 1998. Allen est la présidente de la National Fundation for Women Legislators.

## Biographie

### Jeunesse et éducation
Allen a grandi à Moorestown, New Jersey et a obtenu son diplôme de major de la Moorestown High School.
Allen a reçu un baccalauréat universitaire en lettres à l'université Bucknell en philosophie.

### Carrière à la télévision
Allen a été présentatrice à la télévision et journaliste pour KYW-TV de 1976 à 1978, et de 1982 à 1988, puis à WCAU de 1989 à 1994, tous deux à Philadelphie. Elle a également travaillé à WLS-TV à Chicago de 1979 à 1982.
Les Braodcast Pioneers of Philadelphia ont intronisé Allen dans leur Hall of Fame en 2005.
Elle est la présidente de VidComm. Inc.

### Carrière politique
Allen s'est présentée pour la première fois à un poste électif dans les années 1970 lorsqu'elle s'est présentée au Conseil éducatif des écoles publiques du canton de Moorestown.

#### Assemblée du New Jersey
Aux élections générales de 1995, Allen et le candidat républicain Carmine DeSopo ont été élus, battant le binôme du candidat démocrate Steven M. Petrillo - Joseph P. Dugan. Les 1,1 million de dollars dépensés lors de la course à l'Assemblée de 1995 en ont fait la première au New Jersey à franchir la barre des 1 million de dollars, comme indiqué dans les résultats d'une étude menée par le Center for the Analysis of Public Issues de Princeton au New Jersey, qui a analysé les rapports financiers des campagnes des candidats pour les 80 sièges de l'Assemblée,.

#### Sénat du New Jersey
Le démocrate sortant Jack Casey ne s'est pas représenté aux élections de 1997, et dans la course au Sénat cette année-là, Allen a vaincu le candidat démocrate Robert P. Broderick.
Allen a été élue présidente de la National Foundation for Women Legislators en novembre 2013. L'organisation représente près de 1 800 femmes législateurs d'État en Amérique et soutient les femmes élues à tous les niveaux de gouvernance.
En 2007, Allen a été réélue. Elle n'a pas été opposée à la primaire républicaine et a vaincu l'adversaire démocrate Rich Dennison aux élections générales de novembre,.

#### Résultats des élections
La sénatrice Allen a été déléguée à la Convention nationale républicaine en 1996, 2000, ainsi qu'en 2004 et 2012.
Elle n'a pas réussi à devenir candidate à l'investiture républicaine au Sénat des États-Unis en 2002. Six personnes se sont présentées dont Allen, juste derrière l'homme d'affaires millionnaire Doug Forrester qui a remporté l'investiture du parti. Forrester a remporté la primaire avec 44,6% des voix, Allen est arrivé deuxième avec 36,9%, devant le troisième, John J. Matheussen, qui a recueilli 18,6% des voix.
Allen a été proposée comme candidate potentielle pour le troisième siège du district du New Jersey, siège finalement pris par son compatriote républicain Jim Saxton lors des élections de 2008. Cependant, elle a annoncé le 29 novembre 2007 qu'elle ne se présenterait pas pour le siège, citant le factionnalisme du Parti républicain du comté de Burlington dans sa déclaration.

### Vie privée
Le 9 novembre 2009, Allen a annoncé qu'elle avait été diagnostiquée avec une forme agressive de cancer. Allen avait été informée en novembre 2009 qu'elle avait un cancer de la bouche. Bien que les médecins aient initialement pensé que le traitement nécessiterait l'ablation de sa langue et qu'elle serait incapable de parler normalement, la chirurgie pratiquée en 2010 n'a pas beaucoup altéré sa parole, et elle a depuis subi des traitements de radiothérapie et au laser.
Elle réside actuellement dans le canton d'Edgewater Park. Allen et son mari, Sam, sont membres du Mount Laurel Friends Meeting and Moorestown Friends Meeting, où elle siège actuellement au Comité ministériel[réf. nécessaire].